# 1-Methyl-3-propylimidazoliumbromid
1-Methyl-3-propylimidazoliumbromid ist eine ionische Flüssigkeit (auch: ionic liquid oder Flüssigsalz), also ein Salz, dessen Schmelzpunkt unter 100 °C liegt.

## Darstellung
Die Darstellung kann durch eine lösungsmittelfreie Reaktion von 1-Methylimidazol mit 1-Brompropan unter Einwirkung von Ultraschall erfolgen.

## Verwendung
1-Methyl-3-propylimidazoliumbromid wird als Lösungsmittel verwendet und kommt dabei auch in Mikrowellensynthesen zum Einsatz.